# 舞力麥克：尺度極限XXL
是一部2015年上映美国情色喜剧電影，由喬治亞·布克斯执导，雷德·卡羅林編劇，主演是查宁·塔图姆、馬修·鮑默、凱文·奈許和喬·曼根尼羅。本片为2012年喜剧片《舞棍俱樂部》的续集，2015年7月1日上映。續集《舞力麥克：最後一跳》於2023年推出。

## 剧情
脱衣舞男们沿着坦帕的公路做了一次旅行，到美特尔海滩参加脱衣舞大会。

## 演员
- 查宁·塔图姆 飾 Magic MikeLane[2]
- 马修·鲍默 飾 Ken[3]
- 喬·曼根尼羅 飾 Big Dick Richie[4]
- 凯文·奈许 飾 Tarzan/Ernest[5]
- 亞當·羅德利葛茲（英语：Adam Rodriguez） 飾 Tito
- 加布里埃爾·伊格萊西亞斯 飾 Tobias
- 安迪·麥杜維[6] 飾 Nancy
- 安柏·赫德[7] 飾 Zoe
- 潔達·蘋姬·史密斯 飾 Rome
- 伊莉莎白·班克絲 飾 Paris
- Jane McNeill 飾 Mae
- 唐納·葛洛佛 飾 Andre
- 麥可·斯特拉恩（英语：Michael Strahan） 飾 Augustus
- 布蘭登·理查德森（英语：Brandon Richardson） 飾 Scorpio
- 史帝芬·波斯（英语：Stephen "tWitch" Boss） 飾 Malik
- 蘿達·葛利菲（英语：Rhoda Griffis） 飾 Julia
- 安·漢密爾頓（英语：Ann Hamilton (American actress)） 飾 Diane
- Mary Kraft 飾 Jessica
- Carrie Anne Hunt 飾 Megan Davidson

## 制作

### 拍摄
2014年8月31日在南卡罗来纳州的美特尔海滩开拍。

## 反响
烂番茄新鲜度63%；Metacritic40家媒体均分60分，低于前作的72分。《好莱坞报道者》称赞其非常具有娱乐性。
北美首周末三日仅收1160万美元，不及前作首周末（3912万）的三分之一，首周5天累计2665万。女性观众比例达到96%，这创造了北美大规模放映影片的性别比例记录。